# 2013年茨城県知事選挙
2013年茨城県知事選挙（2013ねんいばらきけんちじせんきょ）は、2013年（平成25年）9月8日に投開票が行われた茨城県知事を選出するための選挙。

## 概要
現職の橋本昌の任期満了に伴う知事選挙。その橋本が6期目を目指し無所属で立候補したのに対し、共産党推薦で茨城大学副学長などを歴任した田中重博が立候補し、選挙戦は両氏による一騎討ちとなった。主な争点は、5期20年に及ぶ橋本県政への評価や東海第二原子力発電所の再稼働に対する是非、県の財政再建へ向けた対応など。加えて、現職の橋本への多選の是非も問われる選挙となった。
先の参院選で大勝し勢いに乗る政権与党の自民党は、6選を目指す現職の橋本に対して、4選以上の現職の推薦をしない党本部の内規があるため推薦はせず、前回の知事選同様に対立候補擁立を模索していた。しかし、直前に参院選があり党内でこの知事選で戦える候補がおらず、更に前回の知事選で擁立した独自候補の惨敗などの背景もあってか候補擁立を断念せざるを得ない状況となり自主投票とした。この他に、党県連の下部組織である山方支部（旧山方町地域）が独自に橋本へ出馬を要請し、党県連が不快感を示し撤回を求めるなど同党全体の知事選への対応はもたついた。尚、同支部は同党が独自候補を擁立した前回の知事選でも橋本への出馬要請を行っている。
民主党は、先の衆院選で野党に転落し、参院選でも惨敗を喫するなど党再生が最優先事項ということもあり、この知事選には候補を擁立せず前回に続いて自主投票とした。
共産党が党独自候補として田中を擁立し、連合茨城は橋本を推薦している。

## 選挙データ

### 告示日
- 2013年（平成25年）8月22日[7]

### 執行日
- 2013年（平成25年）9月8日[7]
  - 当日の投票時間帯:7:00 ~ 20:00
  - 期日前投票:8月23日 ~ 9月7日

### 同日選挙
- 茨城県議会議員補欠選挙（8月30日 告示）[8][9]
  - 古河市選挙区（市長選出馬による辞職）
  - 取手市選挙区（当該議員の死去）
  - 筑西市選挙区（衆院選出馬による辞職）
- 行方市長選挙（任期満了に伴う、9月1日 告示）[8][9]
- 東海村長選挙（任期満了に伴う、9月3日 告示）[8][9]
- 行方市議会議員補欠選挙（当該議員の死去及び市長選出馬による辞職、9月1日 告示）[8][9]

## 立候補者
2氏、届け出順。
| 立候補者                     | 年齢 | 党派                   | 新旧 | 肩書き                 |
| ---------------------------- | ---- | ---------------------- | ---- | ---------------------- |
| 橋本昌 （はしもと まさる）   | 67   | 無所属                 | 現   | 茨城県知事             |
| 田中重博 （たなか しげひろ） | 66   | 無所属 （共産党 推薦） | 新   | 無職、茨城大学名誉教授 |

### 立候補を取り止めた人物
- 高嶋努 - 農業。結城市在住。

2013年8月2日に開かれた知事選説明会に出席し、同日県庁で会見を開き無所属での出馬を表明。しかし、同月16日に開かれた知事選事前審査には出席せず、出馬を撤回した。
- 郡司納 - 元会社員。行方市在住。

2013年8月16日に開かれた知事選事前審査に出席し、同日無所属での出馬を表明したが、最終的に出馬を見送った。

### 選挙のタイムライン
- 2013年4月17日 - 茨城県内の全44市町村長が現職の橋本に出馬を要請。[15]
- 2013年6月3日 - 自民党県連の山方支部が独自に橋本に対して出馬を要請。[4]
- 2013年6月18日 - 現職の橋本が県庁で会見を開き、出馬を表明。[16]
- 2013年6月21日 - 共産党県委員会などで構成する「明るい民主県政をつくる会」が水戸市内で会見を開き、共産党推薦で田中を擁立することを表明。[6]
- 2013年7月24日 - 自民党県連が東京都内で県連役員が同党国会議員と協議した結果、独自候補擁立を断念したことを表明。その後、同29日に自主投票を正式決定。[3]
- 2013年7月27日
  - 民主党県連が常任幹事会を開き、自主投票を決定。[5]
  - 連合茨城は、同日までに橋本の推薦を決定。[5]
- 2013年8月2日 - 知事選説明会が行われ、4陣営が出席。この内、高嶋が無所属での出馬を表明。[11]
- 2013年8月16日
  - 出馬を表明していた高嶋が出馬を取り止めることを表明。[12]
  - 知事選事前審査が行われ、3陣営が出席。この内、郡司が説明会後に会見を開き出馬を表明。[13]
- 2013年8月22日 - 告示。立候補を表明していた3氏の内、郡司以外が出馬を届け出て、2氏による一騎討ちとなる。[1]
- 2013年9月8日 - 投開票。

### 各候補の訴えなど
（届け出順）
橋本
1. 東日本大震災や福島第一原子力発電所事故からの復旧・復興を最重要課題としてより迅速に進めていく。
2. 児童・生徒の学力向上を目指した、小学校1~6年の少人数学級の拡大。
3. 県内の医師数の確保及び救急医療や周産期医療の体制の整備。
4. 企業誘致による雇用確保や地域活性化 他

田中
1. 東海第二原子力発電所の即時廃炉。
2. 大型開発の停止。
3. 消費税増税反対
4. 医療・福祉・教育の充実 他

## 選挙結果

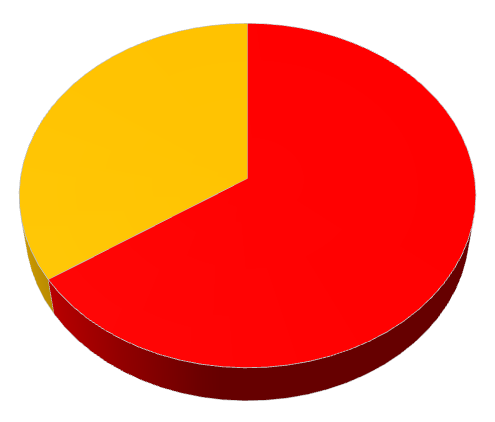
各候補の得票率（得票数の多かった順）

投票率は31.74%で、第45回衆院選と同日に行われた前回2009年の67.97%を大きく下回り過去3番目に低い投票率であった（前回比 -36.23%）。当日の有権者数は240万84人で投票者数は76万1736人であった。
候補者別の得票数の順位、得票数、得票率、惜敗率、供託金没収概況は以下のようになった。供託金欄のうち「没収」とある候補者は、有効投票総数の10%を下回ったため全額没収された。惜敗率は未発表のため暫定計算とした（小数3位以下四捨五入）。
|      | 順位 | 候補者名  | 党派   | 新旧 | 得票数  | 得票率 | 惜敗率 | 供託金 |
| ---- | ---- | --------- | ------ | ---- | ------- | ------ | ------ | ------ |
| 当選 | 1    | ■橋本昌   | 無所属 | 現   | 489,832 | 65.53% | ----   |        |
|      | 2    | ■田中重博 | 無所属 | 新   | 257,625 | 34.57% | 52.59% |        |

今回の知事選では、現職で6期目を目指した橋本に対する多選の是非や県内にある東海第二原発などの原子力政策への対応などが争点となった。その橋本は、5期20年の経験と実績を強調し、東日本大震災からの復興を公約に掲げて選挙戦を闘った。出馬要請を受けた県内全44市町村長を始め、連合茨城などの各種団体や自主投票を決めていた自民党や民主党などの議員の実質支援を受けて、橋本は終始選挙戦を優位に進め、自民・公明両党の支持層を中心に票を確実にまとめ上げ、現職知事では最長となる6選を果たした。
一方の共産党推薦の田中は、橋本の多選を批判し、県政刷新と東海第二原発の再稼働反対などを訴えたが、現職の根強い支持には及ばなかった。

## その他

### 低投票率の懸念
2005年は郵政選挙、2009年は民主党政権への政権交代選挙と、注目度の高い衆議院総選挙との同日選挙であったため、例年30%台の投票率で推移している中で60%を越える投票率を記録してきた。対して、今回は国政選挙との同日選挙とはならず、更に参議院選挙の直後ということもあり、近年では同様に参院選直後で茨城県知事選挙史上最低だった2001年の29.93%（全国歴代ワースト8位）の更新はおろか、知事選全国最低（2011年埼玉県知事選挙の24.89%）の更新も懸念されていた。実際、期日前投票も低調に終わり、9月5日には県選挙管理委員会が緊急声明を出す事態となった。
このため、ご当地アイドルやご当地ヒーロー、ゆるキャラらを一日選挙管理委員に任命しての啓発活動や、県内の地域を舞台にしたアニメ作品の啓発動画の作成・公開やイラスト入り啓発ティッシュの配布などを行った。
この啓発の効果もあってか、最終投票率は31.74%で、過去最低だった2001年の知事選や知事選全国最低の2011年の埼玉県知事選を下回ることは何とか免れた。それでも、前回の知事選から投票率は半分以下となり、県知事選では過去3番目の低さであった。